# Hjalmar Mårtenson
Per Hjalmar Karl Gösta Mårtenson, född den 4 december 1920 i Borås, död den 12 september 2015 på Lidingö, var en svensk militär. Han var son till Gösta Mårtenson.
Mårtenson avlade studentexamen i Uppsala 1939 och officersexamen 1942. Han blev fänrik vid Upplands regemente samma år och löjtnant 1944. Efter att ha genomgått Krigshögskolan 1950–1952 blev Mårtenson kapten vid regementet 1952. Han var generalstabsaspirant 1953–1955 samt generalstabsofficer 1955–1959 och 1962–1965. Mårtenson tjänstgjorde i arméstabens utbildningsavdelning 1955–1959, var major vid Västerbottens regemente 1960–1962, överbefälhavarens adjutant 1962–1965 och som överstelöjtnant förste lärare vid Krigsskolan 1965–1968. Han genomgick Försvarshögskolan 1969. Mårtenson var överste och  befälhavare i Härnösands försvarsområde 1968–1972 samt i Örebro försvarsområde 1972–1975. Han var arméattaché i Bonn 1975–1981. Mårtenson blev riddare av Svärdsorden 1961 och kommendör av samma orden 1972. Han vilar på Lidingö kyrkogård.